# Zim Integrated Shipping Services

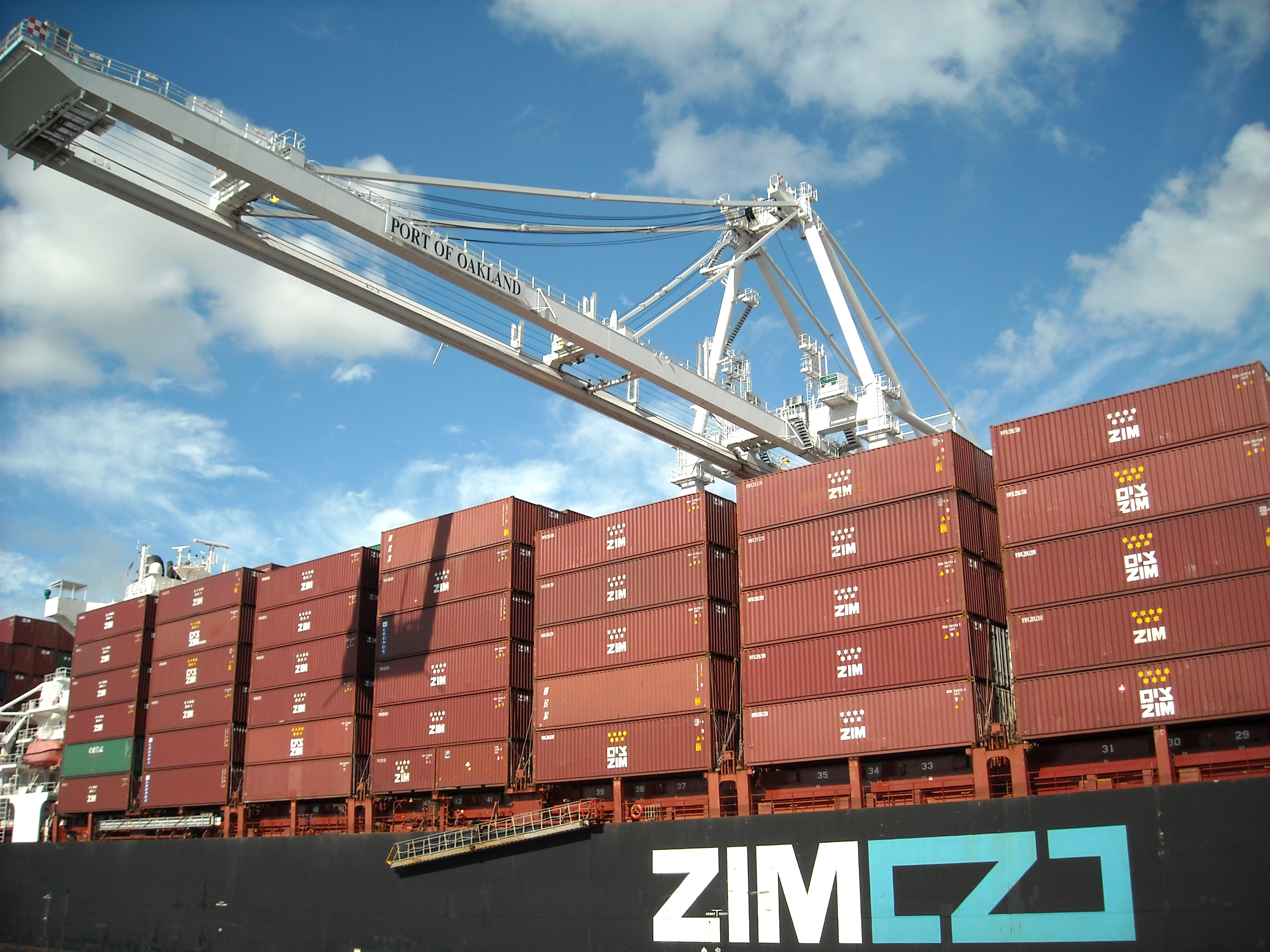
Zim conteiners

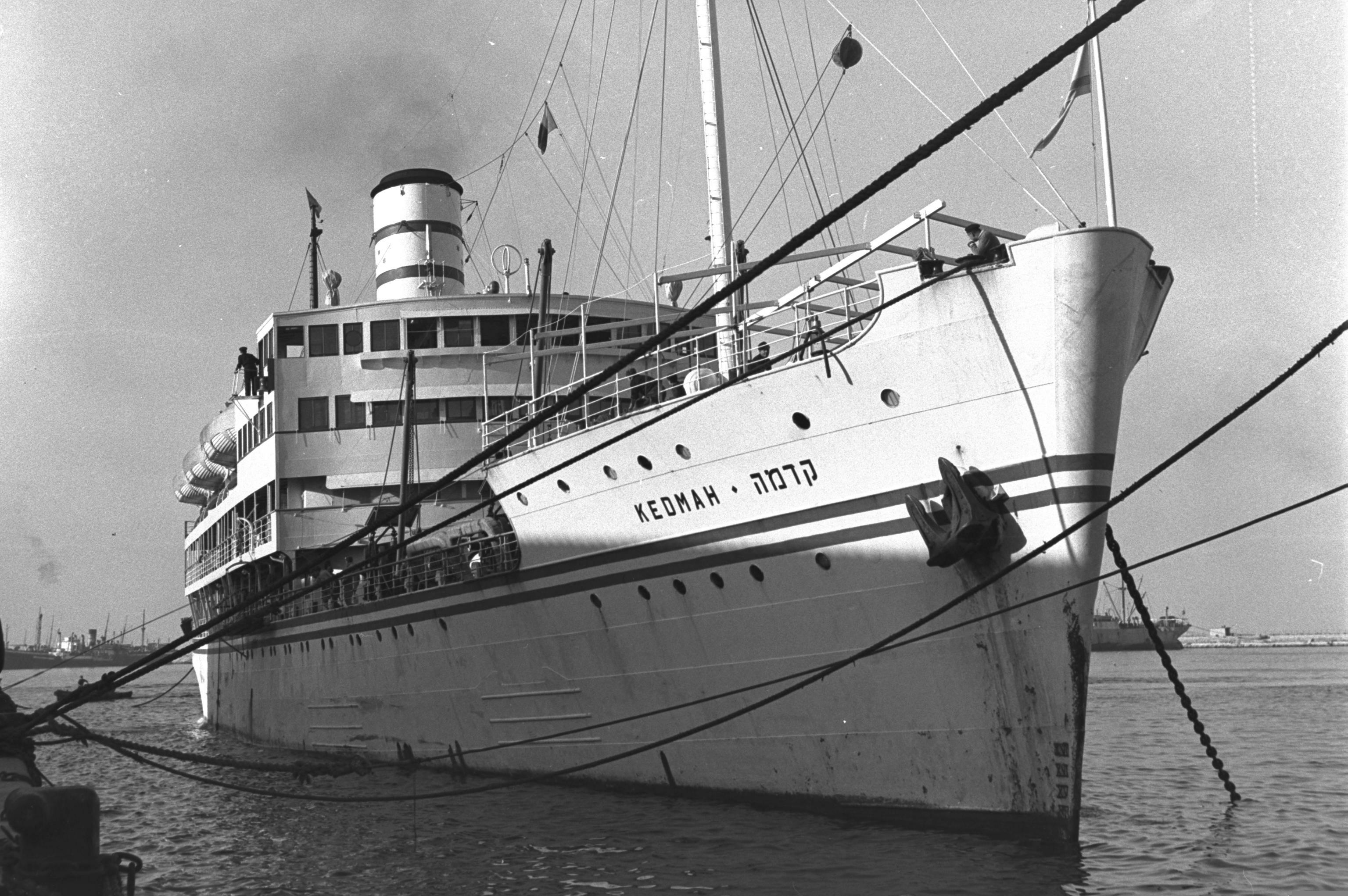
SS Kedma, Primeiro navio da ZIM 1947

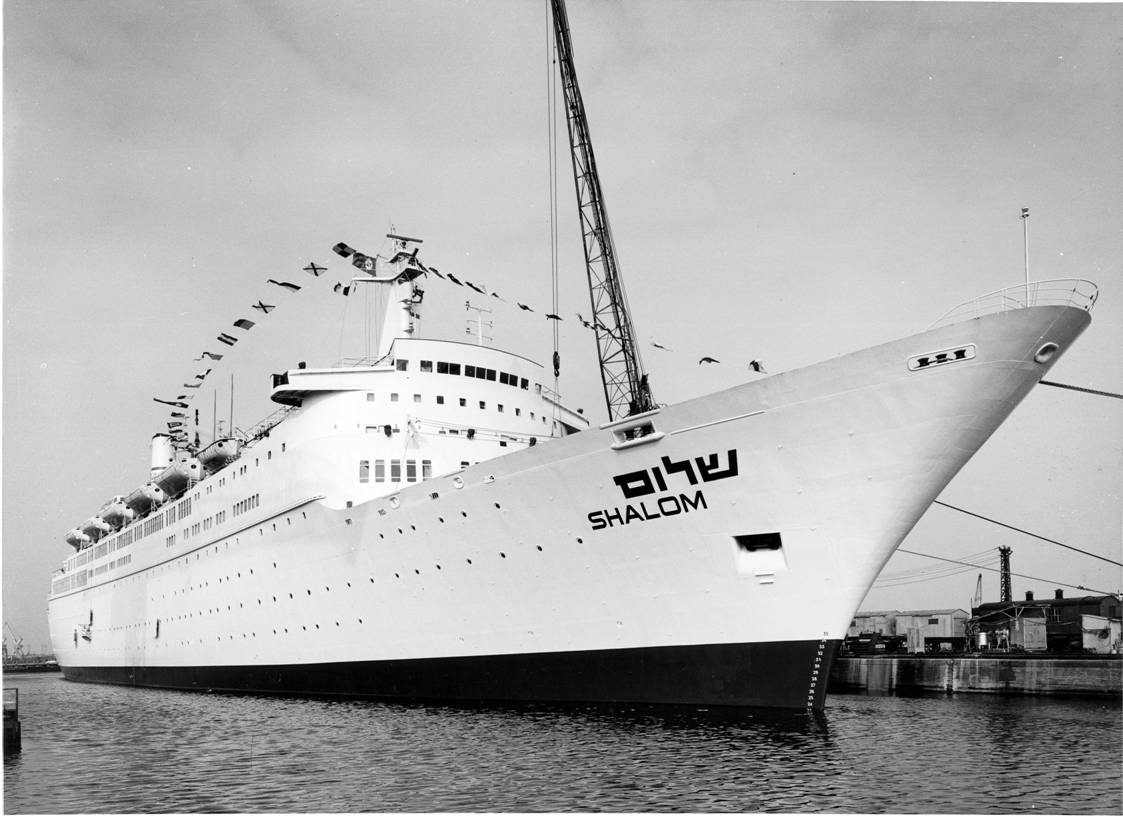
, Um, Zim na década de 1960

Zim Integrated Shipping Services Ltd. (em hebraico:  צים), anteriormente ZIM Israel Navigation Company Ltd. e Zim American Israeli Shipping Inc., e uma companhia de Transporte marítimo de Israel, e uma das 20 maiores globais. A sede da companhia é em Haifa; e também uma sede estadunidense em Norfolk Virginia.
A capitalização de mercado da Zim é de $3,25 bilhões, com uma receita anual de $13,74 bilhões.

## História
ZIM foi fundada em 1945, pela Agência Judaica e a Histadrut. O primeiro navio transportado cargas da empresa foi em parceria com a  Harris and Dixon (com sede em Londres) em 1947.